# Zigarettenanzünder

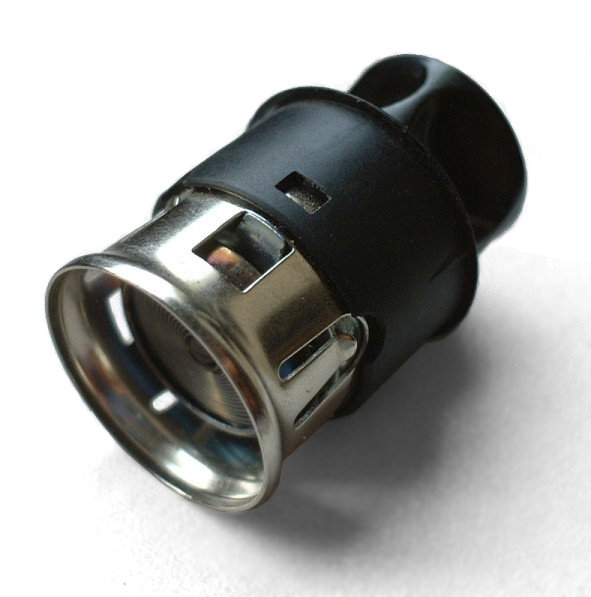
Zigarettenanzünder (Einsatz)

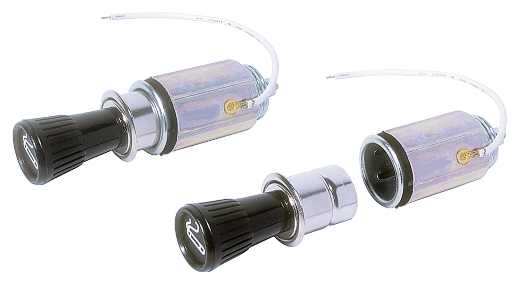
Zigarettenanzünder, eingesteckt und herausgezogen

Ein Zigarettenanzünder oder Zigarrenanzünder ist üblicherweise in einem Kraftfahrzeug eingebaut und dient zum Anzünden von Zigaretten. Er besteht aus einer Bordspannungssteckdose und dem eigentlichen Anzünder (Einsatz), der in dieser Buchse verweilt. Dabei liegt der Pluspol in der Mitte, das Gehäuse (bzw. die seitlichen Kontakte) ist mit der Fahrzeugmasse verbunden. Beim Drücken eines Knopfes an der Rückseite des Anzünders wird eine Metallspirale durch elektrischen Strom zum Glühen gebracht, die dann zum Anzünden von beispielsweise Zigaretten verwendet werden kann.
Die Norm SAE J563 legt die Polung (Masse außen) und die genauen Abmessungen fest.

## Funktionsweise
Der Zigarettenanzünder besteht für den Anwender aus einem hervorstehenden, beweglichen Teil. Dieses wird über eine Federkraft ins Gehäuse gedrückt und es entsteht ein elektrischer Kontakt. Ein zu einer Spirale gewendelter Draht beginnt aufgrund des hohen Stromflusses zu glühen. Ein Bimetall-Schalter erwärmt sich dabei und unterbricht den Stromkreis nach einiger Zeit dadurch, dass er eine Sperre betätigt und der bewegliche Teil wieder in seine Ruhelage zurück springt. Der Anwender kann nun den gesamten Anzünder aus der Buchse ziehen und die nun noch glühende Drahtspirale gegen den zu entflammenden Gegenstand – üblicherweise eine Zigarette oder Zigarre – drücken. Durch die Wärmekapazität der Spirale ist auch nach mehreren Sekunden noch ein Entzünden möglich.

## Geschichte

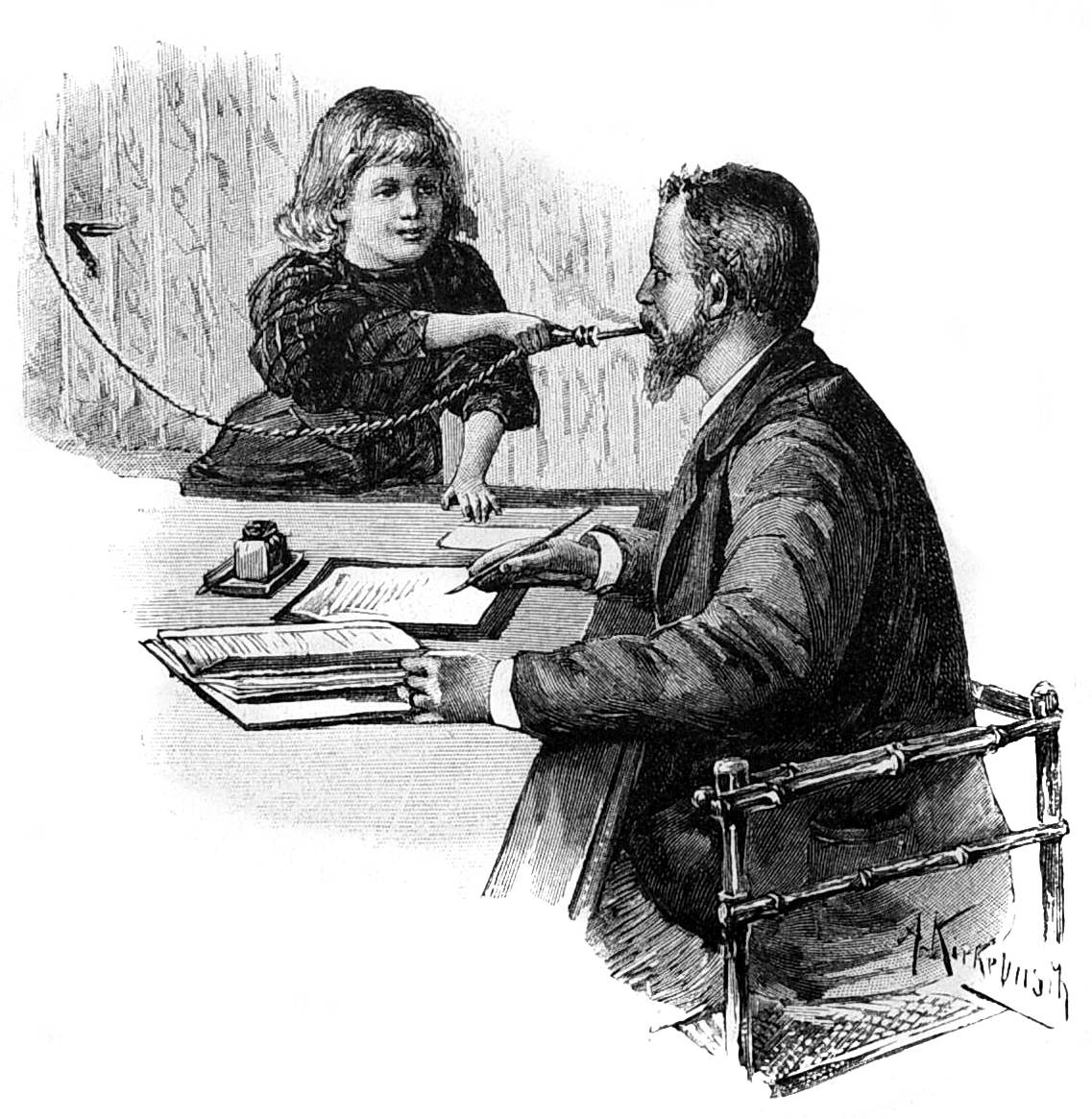
Elektrischer Cigarrenanzünder aus einem Artikel der Gartenlaube von 1897.

Der Zigarrenanzünder für den Gebrauch im Haushalt und der Gastronomie wurde Anfang der 1880er Jahre von Friedrich Wilhelm Schindler erfunden und zum Patent angemeldet. Diese Geräte wurden in den 1890er Jahren dann auch in Warenkatalogen im deutschsprachigen Raum als „Cigarrenanzünder“ geführt, später als Zigarrenanzünder.
In den Vereinigten Staaten wurden um 1925 die ersten PKW mit Zigarettenanzündern ausgerüstet. Der Ursprung der Geräte an sich liegt in dekorativen Objekten für den Rauchertisch; in Restaurants und Kneipen wurden z. B. wandhängende Geräte verwandt. Somit ist der Zigarettenanzünder eine Weiterentwicklung des Zigarrenanzünders.
Um die Brandgefahr zu minimieren, war der Rauchsalon auf dem Luftschiff Hindenburg mit einem elektrischen Zigarrenanzünder ausgestattet. Feuerzeuge und Streichhölzer waren den Passagieren verboten.